# Diario VEA
El Diario VEA es un periódico de circulación nacional en Venezuela de una línea editorial no tradicional.

## Características
Este diario es presentado en un formato tipo tabloide con páginas en color. El eslogan del diario de orientación de izquierda es Comprometido con Venezuela.

## Historia
Fue fundado 2 de septiembre de 2003, un año después del golpe de Estado contra el entonces presidente venezolano Hugo Chávez. Entre sus fundadores están los hermanos Guillermo y Servando García Ponce, quienes fundaron el diario para promover el socialismo y defender la llamada Revolución bolivariana fundada por Hugo Chávez.
El antecedente más inmediato fue un efímero periódico que se publicó para denunciar el golpe de Estado de 2002 contra Chávez. Sin embargo, según Carlos Servando García, el diario siempre fue un proyecto que quiso su padre Guillermo García Ponce «desde los 17 años de edad» y el cual logró después de varios intentos fallidos.
Su primer director fue Guillermo García Ponce, militante del Partido Comunista de Venezuela. Posteriormente, tras el fallecimiento de Guillermo asume la dirección su hermano Servando hasta su muerte en 2014.